# Copa Villa María
La Copa Villa María fue un torneo de clubes masculinos de fútbol celebrado del 16 al 19 de enero de 2007 en Villa María, Córdoba, Argentina.
La CONMEBOL hizo un espacio para los equipos que lograron un ascenso siendo del interior.
- Argentina: Club Atlético Alumni
- Brasil: Belem FC
- Paraguay: Sol de América
- Chile: Club Social y Deportivo Arauco

La competencia se realizó en la ciudad de Villa María, en la Plaza Manuel Anselmo Ocampo, que tiene capacidad para 12.000 espectadores.

## Resultados

### Semifinales
| 16 de enero de 2007 | Alumni | 5:0 | Belem FC | Plaza Manuel Anselmo Ocampo, Villa María                          |  |
|                     |        |     |          | Asistencia: 4.000 espectadores Árbitro(s): Julio Correa (Uruguay) |  |

| 16 de enero de 2007 | Sol de América | 1:2 | Dep. Arauco | Plaza Manuel Anselmo Ocampo, Villa María |  |
|                     |                |     |             | Asistencia: 750 espectadores             |  |

### Final
| 19 de enero de 2007 | Alumni              | 3:0 | Deportivo Arauco | Plaza Manuel Anselmo Ocampo, Villa María |                                |
|                     | Cristhian Badaracco |     |                  | Asistencia: 7.000 espectadores           | Asistencia: 7.000 espectadores |

| Alumni         |
| Campeón ALUMNI |

## Goleador
| Jugador             | Equipo | GF |
| ------------------- | ------ | -- |
| Christian Badaracco | Alumni | 5  |

- Datos: Q5787553